# Сан Марино на Светском првенству у атлетици на отвореном 2023.
Сан Марино је учествовао на 19. Светском првенству у атлетици на отвореном 2023. одржаном у Будимпешти од 19. до 27. августа осамнаести пут. Није учествовао на СП 2017. године. Представљао га је један атлетичар који се такмичио у трци на 400 м препоне.,
На овом првенству такмичар Сан Марино није освојио ниједну медаљу, нити је остварио неки резултат.

## Учесници
Мушкарци: 
- Андреа Ерколани Волта — 400 м препоне

## Резултати

### Мушкарци
| Атлетичар             | Дисциплина    | Лични рекорд | Квалификације | Квалификације | Полуфинале           | Полуфинале           | Финале               | Финале       | Детаљи |
| Атлетичар             | Дисциплина    | Лични рекорд | Резултат      | Место         | Резултат             | Место                | Резултат             | Место        | Детаљи |
| --------------------- | ------------- | ------------ | ------------- | ------------- | -------------------- | -------------------- | -------------------- | ------------ | ------ |
| Андреа Ерколани Волта | 400 м препоне | 52,12        | 52,69         | 9. у гр. 2    | Није се квалификовао | Није се квалификовао | Није се квалификовао | 41 / 41 (43) |        |